# Telluroida
Telluroida – bryła (w geodezji powierzchnia), będąca aproksymacją powierzchni Ziemi w systemie geometrycznych wysokości normalnych Michaiła Mołodienskiego, utworzona przez punkty, w których normalny potencjał siły ciężkości jest równy potencjałowi rzeczywistemu (naturalnemu) punktów na powierzchni Ziemi, leżących na tych samych normalnych liniach pionu, co punkty telluroidy, przy czym odstępy telluroidy od powierzchni Ziemi są praktycznie równe wysokościom quasi-geoidy nad elipsoidą odniesienia.